# Šujica (rijeka)
Šujica (rabi se i naziv Šuica) je rijeka ponornica koja teče kroz Šujičko i Duvanjsko polje, od sjevera prema jugu.
Izvire na samom sjevernom rubu Duvanjskog polja, ispod prijevoja Malovan, te teče kroz naselje Šujicu i dalje prema jugu, gdje i ponire, u naselju Kovači.